# Eucleaspis imbricata
Eucleaspis imbricata är en insektsart som först beskrevs av Charles Kimberlin Brain 1920.  Eucleaspis imbricata ingår i släktet Eucleaspis och familjen pansarsköldlöss. Inga underarter finns listade i Catalogue of Life.